# Železniční trať Bělehrad–Subotica

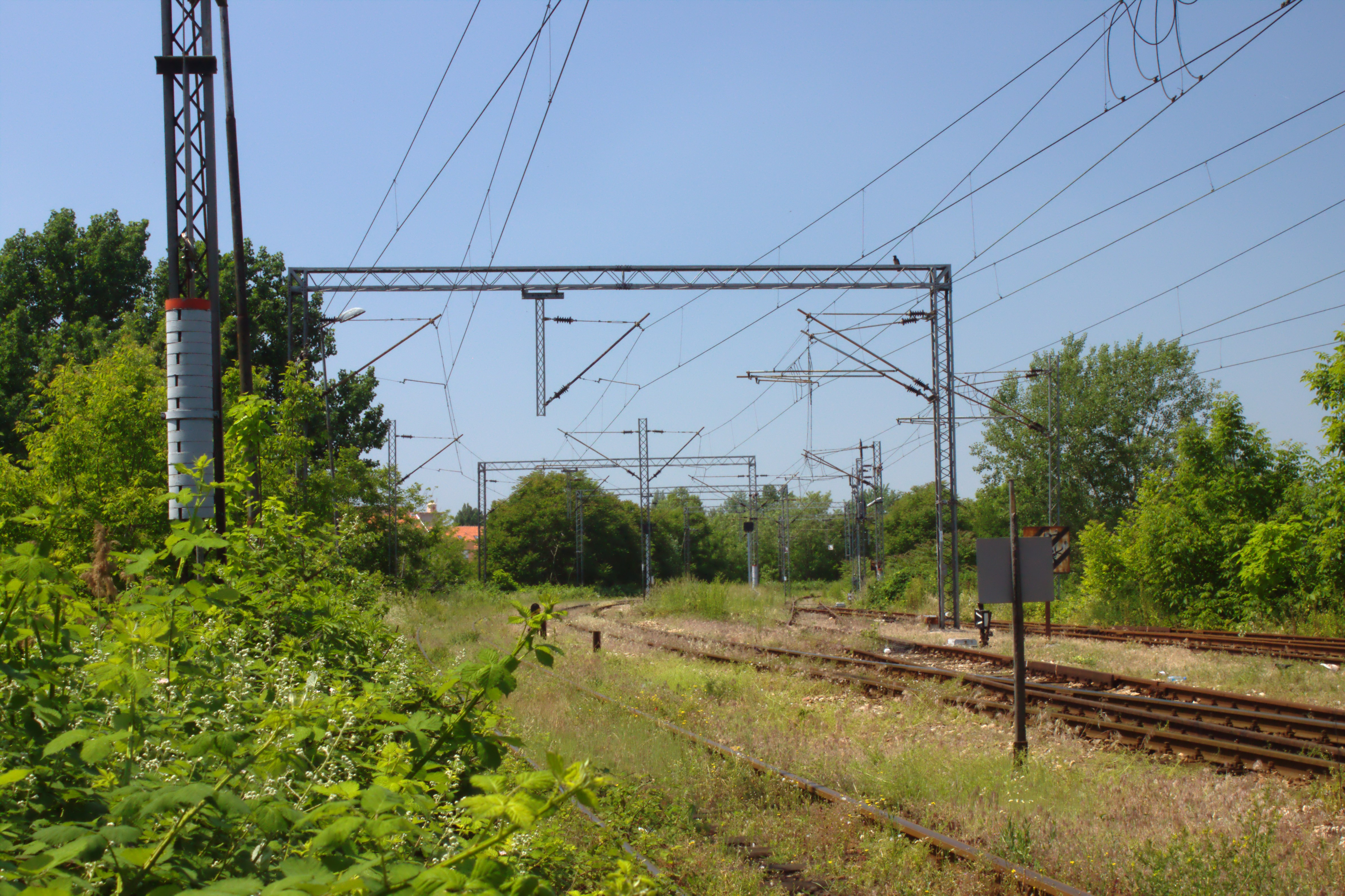
Železniční trať u Nového Sadu, nedaleko nádraží

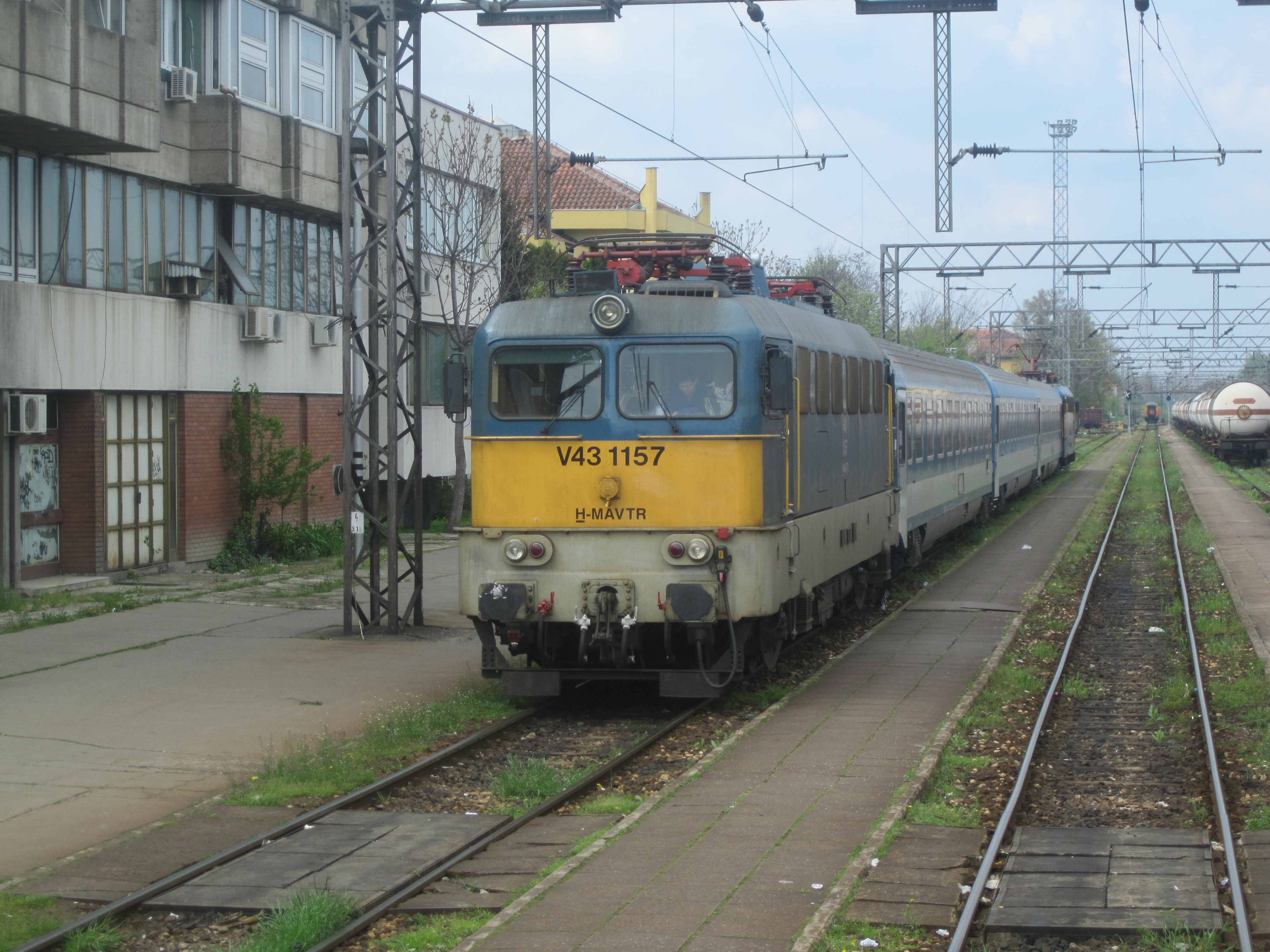
Maďarský vlak na nádraží v Subotici

Železniční trať Bělehrad–Subotica (srbsky v cyrilici Железничка пруга Београд–Суботица, v latince Železnička pruga Beograd–Subotica) představuje páteřní železniční spojení srbské metropole Bělehradu s většinou území AO Vojvodina. A rovněž poskytuje také hlavní železniční spojení Srbska s Maďarskem. Dlouhá je 184 km.
Trať byla po většinu své délky jednokolejná, cestovní rychlost byla všeobecně nízká (30-70 km/h), cestovní doba mezi Bělehradem a Suboticí byla od 3,40 do 4 hodin. Ročně se na trati sveze 1,3 milionu cestujících a srbským drahám vydělá 160 milionů dinárů. Trať také využívá i mezistátní vlak EC Avala. 
V současné době (od roku 2021) probíhá modernizace a zdvojkolejnění trati z Nového Sadu až do Subotice za úplné výluky. Osobní vlaky nejezdí (nahrazeny autobusovou dopravou), nákladní jsou odkloněny přes Titel. Úsek mezi Bělehradem a Novým Sadem byl už zmodernizován a zdvojkolejněn, rychlost byla navýšena na 200 km/h. 
Řeku Dunaj překonává trať mostem Boška Peroševiće v Novém Sadu a řeku Sávu v Bělehradě.

## Historie
Trať byla postavena v letech 1882–1884 ještě v dobách existence Rakousko-Uherska jako hlavní železniční spojení Habsburské monarchie s nejjižnějším městem Zemunem (dnes předměstí Bělehradu). Původní nádraží se nacházelo na místě dnešního hotelu „Jugoslavija“, na Novém Bělehradě. Trať byla stavěna ve směru od severu na jih a poslední se otevřel úsek z Nového Sadu do Zemunu. Téměř celá trať se nacházela až do roku 1918 na území Uherska; po vyhlášení nezávislosti Jugoslávie byl hraniční bod posunut na sever až k Subotici.
Během závěrečných bojů druhé světové války byla trať předmětem útoků. Stahující se německá armáda zde nechala zničit tunel u obce Čortanovci.
V 60. letech bylo v souvislosti s dynamickou výstavbou nových sídlišť v Novém Sadu přemístěno místní nádraží a přetrasován železniční koridor přes město. Jediným pozůstatkem starého nádraží je pošta na Limanu. Opuštěn byl rovněž i původní železniční most, na který navazoval tunel pod Petrovaradínskou pevností.
V roce 1980 byla trať rekonstruována; roku 2005 bylo z prostředků Evropské investiční banky obnoveno 14 km mezi Petrovaradínem a Čortanovci. V roce 2014 byl budován nový železniční most v Novém Sadu přes Dunaj (Žeželjův most).
Srbská vláda považuje rekonstrukci tratě za svojí prioritu.
Srbský premiér Aleksandar Vučić oznámil v září 2014 po návštěvě Čínské lidové republiky zájem modernizovat trať. Po přestavbě se cestovní rychlost zvýšila na 160–200 km/h. Vzdálenost z Bělehradu do Nového Sadu se tak zkrátila na půl hodiny. V roce 2016 byla podepsána dohoda na modernizaci trati, roku 2017 byly zahájeny stavební práce a v roce 2021 byla modernizace dokončena. Podle původního slibu nicméně měla být trať přestavěna do roku 2018.
Některé úseky trati, především mezi Sremskými Karlovcemi a Novou Pazovou, byly narovnány a pod podhůřím Frušké Gory byl vyražen tunel o délce 1100 m. Vzniklo celkem 19 mostů vč. jednoho viaduktu. Náklady na výstavbu prvního úseku nové trati měly dosáhnout výšky 297,6 milionů USD. V souvislosti s rekonstrukcí tratě byla modernizována všechna nádraží; v Zemunu má vzniknout zcela nová stanice. Odstraněna byla rovněž všechna úrovňová křížení.
V souvislosti s obnovou byl v roce 2019 až do roku 2022 přerušen provoz na úseku trati z Nového Sadu do Bělehradu. Stavební práce byly dokončeny v roce 2022, úsek z Bělehradu do města Stara Pazova měl být dát do užívání již o rok dříve. Cestovní doba nejrychlejších vlaků s názvem Sokol (srbsky Соко) je v úseku Bělehrad – Novi Sad předpokládána v délce 36 minut, maximální cestovní rychlost potom dosahuje 200 km/h 

## Seznam stanic
- Bělehrad hlavní nádraží
- Novi Beograd
- Tošin bunar
- Zemun
- Zemun Polje
- Batajnica
- Nova Pazova
- Bojka
- Stara Pazova
- Inđija
- Čortanovci
- Sremski Karlovci
- Petrovaradin
- Novi Sad
- Kisač
- Stepanovićevo
- Zmajevo
- Vrbas
- Lovćenac
- Mali Iđoš
- Bačka Topola
- Novi Žednik
- Aleksandrovo predgrađe
- Subotica (nádraží).